# Öpitz
Öpitz ist ein Ortsteil der Stadt Pößneck im thüringischen Saale-Orla-Kreis.

## Geografie
Das einstige Bauerndorf Öpitz liegt am Westrand der Stadt Pößneck an der Bundesstraße 281 in ländlicher Umgebung. Nordwestlich ist der Pößnecker Stadtteil Schlettwein die Nachbaransiedlung.
Die Ortschaft wird in west-östlicher Richtung vom Bach Kotschau durchflossen.
Buslinien des Service Stadt Pössneck mobil der KomBus GmbH  verbinden Öpitz mit der Kernstadt von Pößneck und mit Saalfeld und Neustadt an der Orla.

## Geschichte
Öpitz wurde am 30. September 1381 urkundlich ersterwähnt.
In der einstigen Gemarkung von Öpitz befand sich im Gipfelbereich eines Zechsteinriffs eine vorgeschichtliche Siedlung.
Durch den Abbau des Riffs sind keine Spuren mehr vorhanden. Funde beweisen die frühe Besiedlung des Raumes. Den westlichen Teil des Berges nennt man heute Donnersberg. Öpitz gehörte bis 1815 zum kursächsischen Amt Arnshaugk und kam nach dessen auf dem Wiener Kongress beschlossener Abtretung an den preußischen Landkreis Ziegenrück, zu dem der Ort bis zu seiner Eingemeindung 1945 nach Pößneck gehörte.

## Wirtschaft
Öpitz ist wirtschaftlich von Gewerbe und Landwirtschaft geprägt.